# Побочень

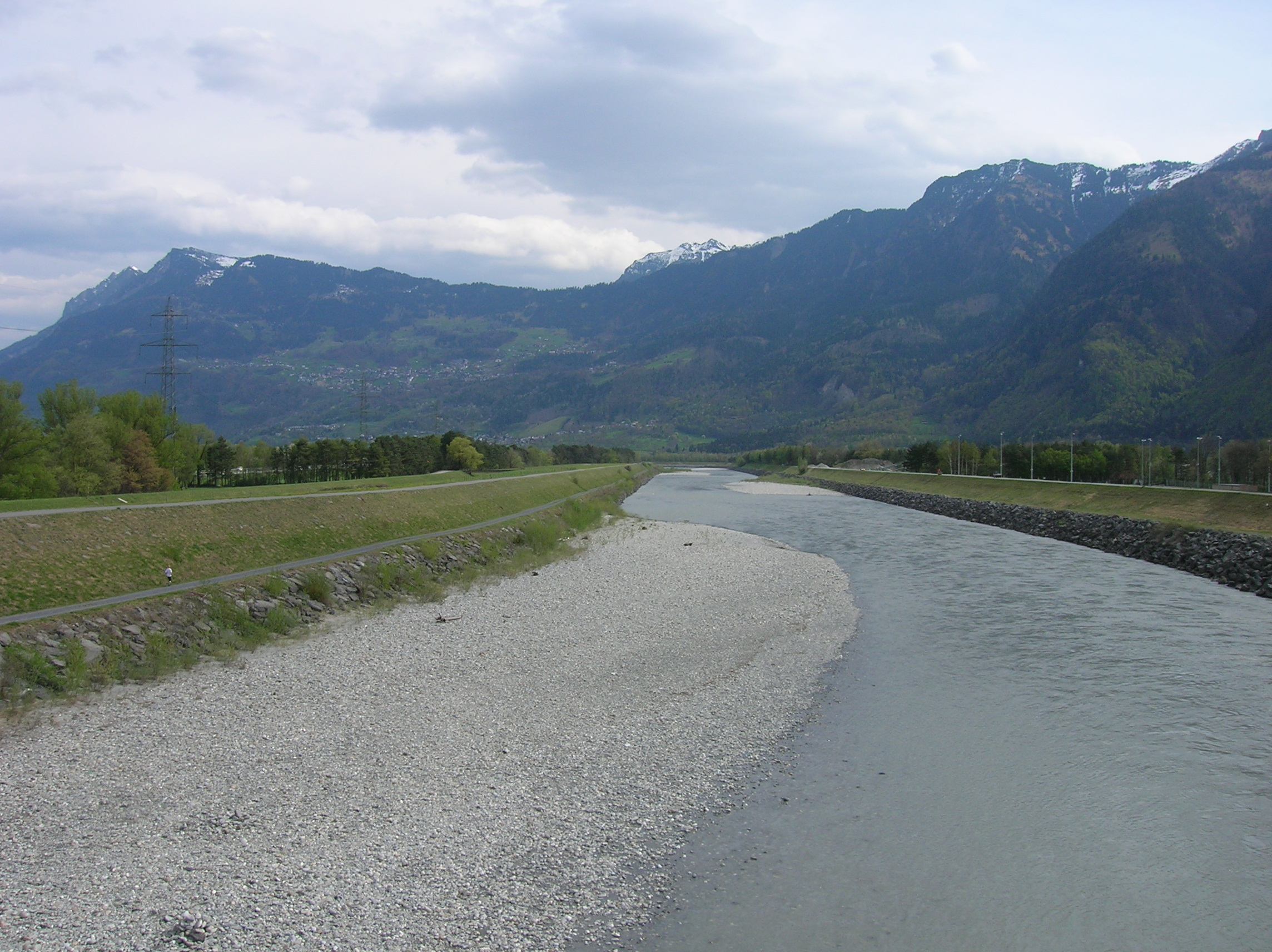
Побочни на Рейне

По́бочни — мезоформы руслового рельефа, являющиеся гребнями гряд аллювия, которые затапливаются в половодье и паводки и обсыхают в межень, соединяясь с берегом (гребни, которые не соединяются с берегом, называют осерёдками).
Побочни, как правило, располагаются  последовательно то у левого берега, то у правого, в шахматном порядке.
Побочни характеризуют побочневый тип русловых процессов. При этом деформации заключаются в смещении побочней вниз по реке, в результате чего происходит транспортировка речных донных наносов.
Для речного судоходства побочни представляют определённую опасность.